# Psettodes erumei
Cá bơn ngộ (Danh pháp khoa học: Psettodes erumei) là một loài cá bơn trong họ Psettodidae phân bố ở Đông châu Phi, biển Hồng Hải, và một số vùng biển của các quốc gia: Ấn Độ, Úc, Indonesia, Malaysia, Philippines, Thái Lan, Nhật Bản, Trung Quốc và Việt Nam. Tên gọi địa phương của Cá bơn ngộ tại Việt Nam là cá ngộ. Tên thường gọi tiếng Anh là Indian halibut, Flounder, Flatfish, Halibutfish. Tên gọi tiếng Nhật là Bozu Garei. Tên gọi thị trường Mỹ là Flounder, Indian Ocean Flounder, Queensland Halibut, Arrowtooth, Flounder, Turbo. 